# Anima (film 1981)
Anima (Душа, Duša) è un film del 1981 diretto da Aleksandr Stefanovič. 
Pellicola sovietica del genere dramma musicale, sceneggiata da Aleksandr Borodjanskij.
Sofija Rotaru recita nel ruolo principale, Michail Bojarskij e il gruppo musicale Mashina Vremeni (in russo "macchina del tempo").
Il film si caratterizza per le canzoni rock cantate da Sofija Rotaru, da Michail Bojarskij e dai Mashina Vremeni.